# هنر عشق (فیلم ۱۹۶۵)
هنر عشق (به انگلیسی: The Art of Love) یک فیلم کمدی تکنی‌کالر آمریکایی محصول سال ۱۹۶۵ به کارگردانی نورمن جویسون با بازی جیمز گارنر، دیک ون دایک، الکه زومر و انجی دیکینسون است.
داستان این فیلم شامل یک هنرمند آمریکایی در پاریس (ون دایک) است که مرگ خود را جعل می‌کند تا ارزش نقاشی‌هایش را افزایش دهد (نقاشی‌های جدید «پس از مرگ» همچنان به بازار می‌آیند). دوست صمیمی او (گارنر) نقاشی‌ها را می‌فروشد و راز آن را نگه می‌دارد در حالی که هنرمند در یک حیاط قدیمی کار می‌کند.
جویسون در زندگینامه خود خاطرنشان کرد که نقص فیلم این است که فیلمنامه فرض می‌کند که مرگ یک هنرمند افزایش عظیمی در ارزش فروش نقاشی‌های او را تضمین می‌کند. که به شدت به واکنش تماشاگران به فیلم لطمه زد. تمام نقاشی‌هایی که در این فیلم استفاده شد، اثر هنرمند بین‌المللی دان سینکون بود.